# لبه‌نیام‌ها
لبه‌نیام‌ها (نام علمی: Cheilotheca) نام یک سرده از زیرخانواده تک‌سوئیان است.